# Finn (vela)

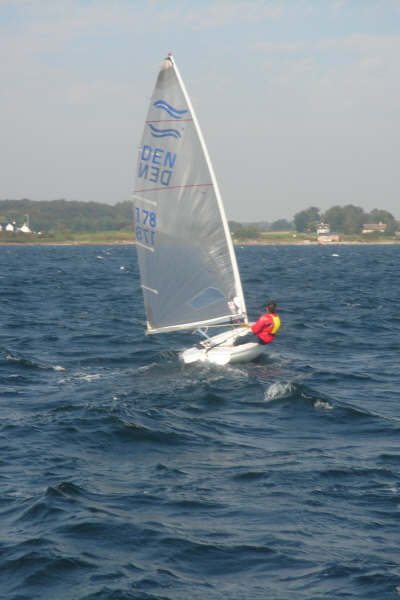
Veleiro Classe Finn.

Finn é um barco de quinze pés para um velejador. É uma classe olímpica para a vela. Foi projetado pelo designer sueco, Rickard Sarby para a Olimpíada de 1952, em Helsinque. Desde a estréia em 1952 o barco esteve presente em todas as olímpiadas de verão, tornando-o um dos veleiros mais prolíficos.

## História

Marca de identificação da classe.

A origem da classe aconteceu em 1948 quando a Associação Finlandesa de Iatismo estava procurando um novo barco para as Olimpíadas, um construtor de barcos escandinavo e também velejador, Richard Sarby, enviou seu projeto para a Federação que, embora não tenha sido aceito de início, ele foi convidado a participar de uma construção de um novo barco baseado no seu protótipo, esse barco é o FireFly, que viria a tornar-se o Finn .
Foram construídos mais de 12 000 barcos da classe, e atualmente existem frotilhas ativas em 65 países .

### Competidores brasileiros
O velejador Jörg Bruder foi campeão pan-americano nos Jogos Pan-Americanos de 1967 (Winnipeg) e 1971 (Cáli), tornando-se tri-campeão do mundo nos anos de 1970 (Cascais), 1971 (Toronto) e 1972 (Anzio) na classe Finn. Um novo título por brasileiros veio com Jorge Zarif em 2013. Zarif é filho de Jorge Zarif Neto, que navegou pela Finn em duas Olimpíadas, 1984 (Los Angeles) e  1988 (Seul). Zarif chegou ao quarto lugar nos Jogos de 2016 no Rio de Janeiro, igualando a melhor participação brasileira na classe - Cláudio Biekarck alcançou a posição em 1976 (Montreal) e  1980 (Moscou).

## Características
Conhecido como catboat - mastro colocado muito à frente do veleiro - tem  uma superfície vélica importante, 10 m², mas mesmo sendo maneável e rápido é considerado um barco muito exigente, já que não basta só ser bom velejador para ganhar, uma vez que é preciso pesar mais de 80 Kg para o levar ao seu máximo com vento forte .
- Equipagem : 1
- Tipo de vela : Cat-boat
- Data origem : 1949
- Comprimento : 4,50 m
- Largura : 1,51 m
- Boca (náutica) : 1,51 m
- Deslocamento (náutica)  : 137 Kg
- Calado : 0,90 m
- Mastro : 6,50 m
- Vela grande :  10 m²
- Arquitecto naval : Rickard Sarby